# Палага Олександр Іванович
Олекса́ндр Іва́нович Пала́га (народився 8 квітня 1965) — голова Пасічнянської сільської ради Старосинявського району, учасник війни на сході України (старший солдат Збройних сил України).

## Біографія
Має вищу освіту за фахом інженер-механік.
Був головою Пасічнянської сільської ради (Старосинявський район) з 1996 року до ліквідації ради в 2015 році. Обирався на цю посаду п'ять разів, спочатку від Всеукраїнського об'єднання «Батьківщина», потім — від Партії регіонів. Активно допомагав діяльності правоохоронних огранів у селі, отримав грамоту від начальника Старосинявського райвідділу міліції як найкращий громадський помічник дільничного інспектора — «за особистий внесок у зміцнення законності і правопорядку на території району та надання допомоги органам внутрішніх справ». староста Старосинявська громада
Пішов на фронт у числі перших добровольців Старосинявщини. Пішов служити до санітарної роти, став старшим водієм. На фронт привіз службовий санітарний автомобіль, що був закріплений за медичною амбулаторією Пасічнянської сільської ради.
На виборах до Хмельницької обласної ради 2015 року балотувався від партії «УКРОП».
З грудня 2015 року працює головним спеціалістом відділення забезпечення Старосинявського районного військового комісаріату.
Має двох дітей та онучку.

## Нагороди
За особисту мужність і героїзм, виявлені у захисті державного суверенітету та територіальної цілісності України, вірність військовій присязі під час російсько-української війни, відзначений — нагороджений
- 27 червня 2015 року — орденом «За мужність» III ступеня.